# Mental Notes
Mental Notes – piąty album brytyjskiego zespołu ska Bad Manners. Ukazał się na rynku w 1985 roku nakładem Portrait Records. Nagrany został w Townhouse Studios (Londyn), Oasis Studios (Londyn) oraz w Parkgate Studios (Battle, Sussex). Producentami albumu byli Steve Thompson i Michael Barbiero.

## Spis utworów
1. "What the Papers Say" – 2:54
2. "Blue Summer" – 3:42
3. "Body Talk" – 3:41
4. "Tossin' in My Sleep" – 3:50
5. "Tie Me Up" (Ney Smith) – 2:00
6. "Bang the Drum All Day" (Todd Rundgren) – 3:18
7. "Destination Unknown" 3:15
8. "Mountain of Love" – 3:28
9. "Work" – 3:19
10. "Saturday Night" – 2:46

## Single z albumu
- "Blue Summer" (sierpień 1985)
- "What the Papers Say" (grudzień 1985)
- "Tossin' in My Sleep" (marzec 1986)

## Muzycy
- Buster Bloodvessel – wokal
- Louis Alphonso – gitara
- David Farren – bas
- Martin Stewart – klawisze
- Brian Tuitt – perkusja, instrumenty perkusyjne
- Chris Kane – saksofon
- Andrew Marson – saksofon
- Paul "Gus" Hyman – trąbka
- Stevie Smith – harmonijka ustna
- The Cover Girls – drugi wokal